# 林乐义
林乐义（1916年—1988年），男，福建南平人，中国建筑学家，1937年毕业于沪江大学，曾赴美国佐治亚理工学院研究建筑学，被该校聘为建筑系特别讲师。1950年回国，曾任清华大学建筑系教授，中国建筑工程公司顾问，建工部北京工业建筑设计院总建筑师、河南省建筑设计院总建筑师、中国建筑科学研究院总建筑师、建设部建筑设计院总建筑师。